# Euphitrea
Euphitrea is een geslacht van kevers uit de familie bladkevers (Chrysomelidae).
De wetenschappelijke naam van het geslacht werd in 1875 gepubliceerd door Joseph Sugar Baly.

## Soorten
- Euphitrea antennata Yong Zhang, 2006
- Euphitrea bhutanica Medvedev, 1992
- Euphitrea cheni Yong Zhang, 2006
- Euphitrea chinensis Medvedev, 1999
- Euphitrea costata Chen & Wang, 1980
- Euphitrea cribripennis Chen & Wang, 1980
- Euphitrea doeberli Warchalowski, 1998
- Euphitrea grossa Medvedev, 1999
- Euphitrea hainana Yong Zhang, 2006
- Euphitrea laticostata Chen & Wang, 1980
- Euphitrea mandibula Wang & Zhang in Yong Zhang, 2006
- Euphitrea omeia Yong Zhang, 2006
- Euphitrea quadrimaculata Medvedev, 1999
- Euphitrea ruficollis Medvedev, 1999
- Euphitrea rufipes Chen & Wang, 1980
- Euphitrea rufomarginata Wang, 1992
- Euphitrea shapaensis Medvedev, 1999
- Euphitrea subregularis Chen & Wang, 1980
- Euphitrea taiwana Kimoto, 1991
- Euphitrea xia Chen & Wang, 1981